# Ettore Varini
Ettore Varini (Milano, 23 dicembre 1867 – Milano, 1950) è stato un generale e dirigente sportivo italiano, distintosi per aver partecipato alla guerra d'Eritrea, alla guerra di Abissinia e alla guerra italo-turca.
Durante la prima guerra mondiale fu comandante del 6º Reggimento "Lancieri di Aosta", del 24º Reggimento "Cavalleggeri di Vicenza" e della VIII Brigata di cavalleria. Nel primo dopoguerra aderì al Partito Nazionale Fascista, divenendo comandante del 39º Gruppo legioni della Milizia Volontaria per la Sicurezza Nazionale, poi del 39º Gruppo legioni a Ferrara, passando poi al comando della X Zona MSVN di Roma. Fu Presidente Generale della Polisportiva S.S. Lazio dal 1926 al 1929.

## Biografia
Nacque a Milano il 23 dicembre 1867. Arruolatosi nel Regio Esercito, nel 1887 iniziò a frequentare la Regia Accademia militare di Fanteria e Cavalleria di Modena, uscendone con il grado di sottotenente assegnato all'arma di cavalleria. Promosso poi tenente nel 1889, risultava in servizio presso il 19º Reggimento "Cavalleggeri Guide". Trasferito al Regio corpo truppe coloniali d'Eritrea, combatté durante la guerra d'Eritrea e poi nella guerra di Abissinia (1895-1896).
Ritornato in Italia, fu assegnato in forza al 13º Reggimento "Cavalleggeri del Monferrato" di stanza a Napoli e fu promosso capitano con Regio Decreto 20 gennaio 1901. Nel 1906 partecipò, con il suo reggimento, alle operazioni di soccorso delle popolazioni colpite dall'eruzione del Vesuvio. Il 4 ottobre 1909 fu trasferito in forza al Reggimento Cavalleggeri di L'Aquila. e fu promosso maggiore il 3 ottobre 1912.
Promosso tenente colonnello l'11 febbraio 1915, alla vigilia dell'entrata nella prima guerra mondiale del Regno d'Italia, preparò personalmente la completa mobilitazione del 6º Reggimento "Lancieri di Aosta". Nel 1916 fu assegnato al comando del ricostituito 24º Reggimento "Cavalleggeri di Vicenza". Dopo l'undicesima battaglia dell'Isonzo il reggimento fu mandato nelle retrovie per un periodo di riposo e di riorganizzazione, avendo subito diverse perdite nella zona di monte Cucco. Per una azione condotta il 30 agosto gli venne concessa la Medaglia di bronzo al valor militare.
L'inizio della battaglia di Caporetto (24 ottobre 1917) comportò l'urgente rientro in prima linea del reggimento, che arrivò nel settore delle valli del fiume Natisone comprese tra Stupizza e Brischis. Dopo una strenua resistenza, il giorno 27 ottobre il reparto fu costretto a lasciare le posizioni e ripiegare. Egli riuscì a far oltrepassare ai suoi soldati, in ordine, il fiume Tagliamento a Pinzano e il 4 novembre successivo, con la promozione a brigadier generale, assunse il comando della VIII Brigata di cavalleria. Nel corso del 1918 la sua unità combatte nella zona del Lago di Garda e all'inizio della battaglia di Vittorio Veneto si distinse al comando della sua brigata, oltrepassando la linea del fiume Livenza, catturando i primi prigionieri e fucilando coloro che opponevano resistenza. Tale operazione consentì alla 4ª Divisione di cavalleria del generale Armando Barattieri di San Pietro di oltrepassare la Livenza e arrivare rapidamente al Tagliamento. Alla testa dell'VIII Brigata entrò in Cordenons, contribuendo a catturare l'intera Divisione Schutzen. Per questa operazione fu insignito del titolo di Commendatore dell'Ordine della Corona d'Italia.
Nel 1919 fu tra i primi ad aderire al Partito Nazionale Fascista e 15 gennaio 1923 fu nominato Grande ufficiale dell'Ordine della Corona d'Italia. Il 1 giugno dello stesso anno, in un momento difficile per il fascismo, assunse il comando del 39º Gruppo legioni della Milizia Volontaria per la Sicurezza Nazionale, che riordinò in tre mesi. Per questo fatto fu trasferito al comando del 39º Gruppo legioni a Ferrara, passando poi al comando interinale della X Zona MSVN di Roma, sostituendo il luogotenente Novelli. Con la promozione a tenente generale, avvenuta il 1º gennaio 1925, assunse il comando effettivo della X Zona. Molto legato all'amico generale Giorgio Vaccaro e amante dello sport, il 22 settembre 1926 venne eletto Presidente Generale, su delibera dell'assemblea, della Polisportiva S.S. Lazio. L'elezione di Varini, uomo potente del regime e molto apprezzato da Benito Mussolini, avvenne nel tentativo di impedire al gerarca Italo Foschi di far assorbire la S.S. Lazio nella nuova Associazione Sportiva Roma, sorta per volere del fascismo e che avrebbe dovuto inglobare tutte le altre società operanti nella Capitale. Il tentativo andò a buon fine ed egli occupò la carica di Presidente Generale fino al 1929.
Posto in congedo nel 1932, si ritirò a vita privata ricoprendo incarichi in alcune aziende, tra le quali, Sindaco della "Società Anonima Meridionale Seta Artificiale" e nel Consiglio di Amministrazione della "Società Chimica dell'Aniene". Si spense a Milano nel 1950.

### Annotazioni
1. ↑  Formata dal 19º Reggimento "Cavalleggeri Guide" (colonnello Guido Mori Ubaldini), 28º Reggimento "Cavalleggeri di Treviso" (colonnello Carlo Giubbilei) e 3º Gruppo artiglieria mobile.

### Fonti
1. 1 2 3 4  Lazio Channel.
2. ↑  Gazzetta Ufficiale del Regno d'Italia n.270 del 14 novembre 1889, pag.3852.
3. ↑   Bollettino ufficiale delle nomine, promozioni e destinazioni negli ufficiali e sottufficiali del R. esercito italiano e nel personale dell'amministrazione militare, 1899,  p. 415. URL consultato il 15 maggio 2020.
4. ↑  Gazzetta Ufficiale del Regno d'Italia n.35 del 11 febbraio 1901, pag.580.
5. ↑   Bollettino ufficiale delle nomine, promozioni e destinazioni negli ufficiali e sottufficiali del R. esercito italiano e nel personale dell'amministrazione militare, 1906,  p. 621. URL consultato il 15 maggio 2020.
6. ↑   Bollettino ufficiale delle nomine, promozioni e destinazioni negli ufficiali e sottufficiali del R. esercito italiano e nel personale dell'amministrazione militare, 1909,  p. 670. URL consultato il 15 maggio 2020.
7. ↑  Gazzetta Ufficiale del Regno d'Italia n.245 del 17 ottobre 1912, pag.6004.
8. ↑   Bollettino ufficiale delle nomine, promozioni e destinazioni negli ufficiali e sottufficiali del R. esercito italiano e nel personale dell'amministrazione militare, 1916,  p. 216. URL consultato il 15 maggio 2020.
9. ↑  Dall'Istituto del Nastro Azzurro
10. 1 2  Colloredo Mels 2018, p. 25.
11. ↑   Bollettino ufficiale delle nomine, promozioni e destinazioni negli ufficiali e sottufficiali del R. esercito italiano e nel personale dell'amministrazione militare, 1925,  p. 57. URL consultato il 15 maggio 2020.
12. ↑   Bollettino ufficiale delle nomine, promozioni e destinazioni negli ufficiali e sottufficiali del R. esercito italiano e nel personale dell'amministrazione militare, 1923,  p. 340. URL consultato il 15 maggio 2020.
13. ↑  Pennacchia 1999, p. 102.
14. ↑  La Lazio contro l'Internaples a Napoli, Il Messaggero, 9 settembre 1926